# 竹房夫人
竹房夫人（?—?），新羅第56代君主敬顺王的夫人，麻衣太子的母亲。
927年（景哀王四年、高丽太祖天授十年、唐明宗天成二年），后百济甄萱杀害新罗景哀王，立金傅为敬顺王。竹房夫人是金傅的夫人。930年（敬顺王四年、高丽太祖天授十三年、唐明宗长兴元年），高丽太祖击败后百济，新罗从后百济的控制下转到高丽的控制下。931年（敬顺王五年、高丽太祖天授十四年、唐明宗长兴二年）五月丁丑，高丽太祖赐给新羅敬顺王、桂娥太后、竹房夫人、與相國裕廉、角干禮文等人物品。935年（敬顺王九年、高丽太祖十八年、唐末帝清泰二年），敬顺王想要归顺高丽，王太子反对，到皆骨山，麻衣草食。小儿子到法水海印寺出家为僧，法名梵空。敬顺王到高丽首都开城后，高丽太祖把女儿乐浪公主许配他为妻，竹房夫人下落不详。